# Crataegus uniflora
Crataegus uniflora
Espèce
Classification phylogénétique
Crataegus uniflora, connue sous le nom d'aubépine à une fleur ou aubépine naine, est une espèce de plante à fleurs de la famille des Rosaceae. C'est une aubépine originaire du sud-est des États-Unis. 

## Description
C'est le plus souvent un buisson nain bien que certaines formes puissent atteindre quelques mètres de haut.

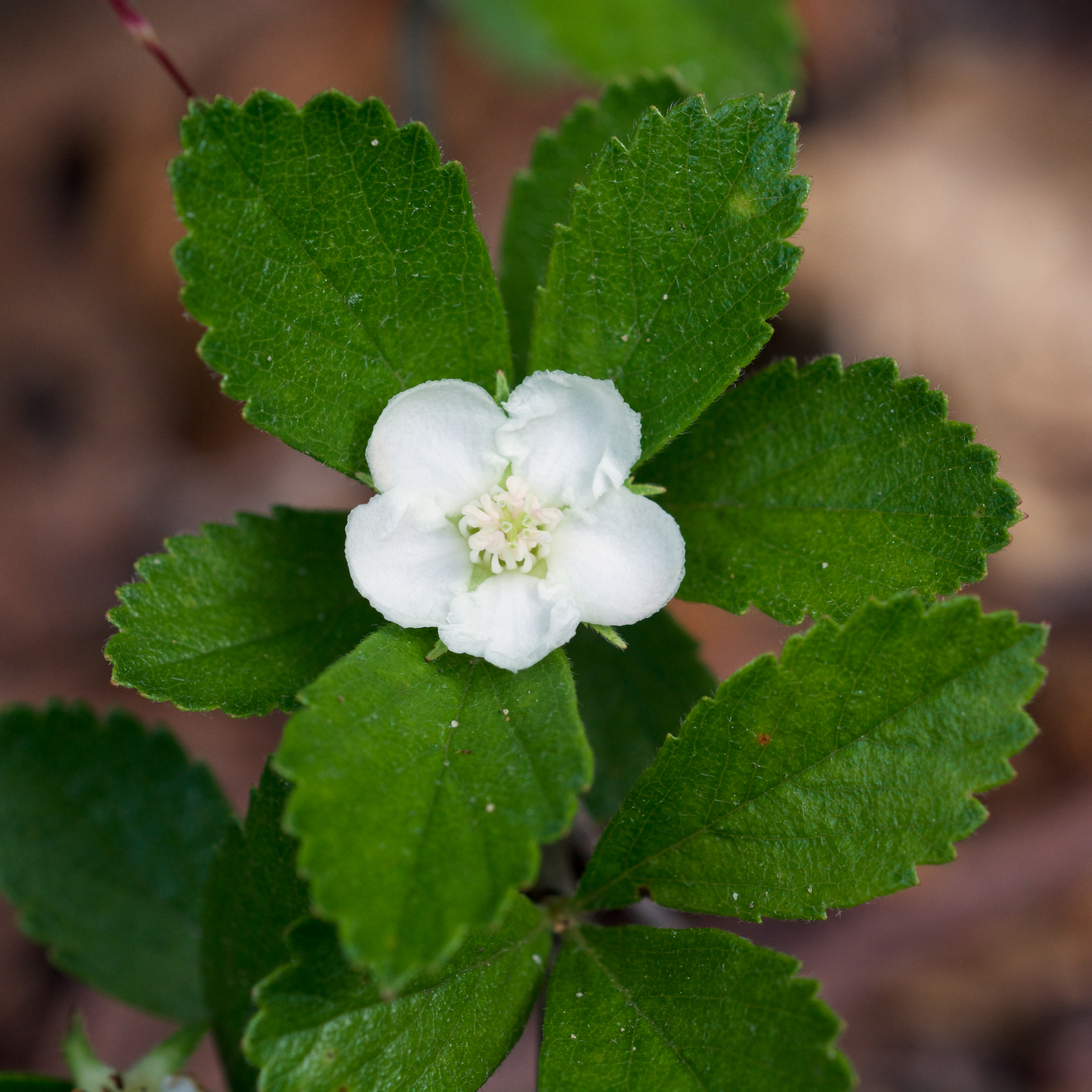
La fleur.

Les fleurs apparaissent isolément ou en petites grappes. 
Les fruits sont chevelus et d'une couleur allant du jaune au rougeâtre.